# La Crónica de Badajoz
La Crónica de Badajoz es un diario de información general, con contenidos principalmente centrados en la actualidad de la ciudad de Badajoz, gratuito y de distribución matinal editado por el Grupo Zeta.
Fue lanzado a principios del 2002 con una periodicidad semanal, la que conservó hasta que en febrero de 2006 el Grupo Zeta se decidió a que su periodicidad pasara a ser diaria (en principio de lunes a viernes y posteriormente todos los días de la semana) convirtiéndose de esa forma en el primer diario gratuito distribuido en Extremadura.
En la oleada de julio de 2010 del EGM, el diario alcanzó su cifra récord de lectores hasta ese momento con un total de 25.000 lectores diarios.